# マイクロ精機
マイクロ精機（マイクロせいき） は、かつて存在したオーディオ機器メーカーである。

## 歴史
1961年、長岡精機宝石工業（のちのナガオカ）に勤めていた小宮康策により設立。当初は時計や計測機器のメカ部分も生産していたが、1968年からはレコードプレーヤーと関連製品の生産に特化、最盛期には月産1万3000台を生産していた。輸出も好調で、欧州では高級品メーカーとしてのブランドイメージを確立していた。1976年には70年前の蓄音機を復元した「フォノグラフ」を発売、同年には家庭にある古い蓄音機の修理を引き受けると発表し、話題を集めた。
1980年代にコンパクトディスクの普及が進むと、1986年にはCDプレーヤーも発売、アナログプレーヤーの分野では回転時にプラッターを空気で浮上させる機構やディスクを吸着させる機構の導入により振動を排除した高級機を発売していた。またプレーヤー開発で得た技術を生かし、産業技術分野にも進出、三菱製鋼と共同で開発した精密回転テーブル、空気を使用した振動防止装置など、精密機器の製造・検査用途向けの製品を発売していた。
2000年代以降も書類上は存続していたが、2015年1月にはみなし解散の登記がなされた。

## 労使関係
一方労使関係は良好とは言えず、1978年12月に総評全国一般労働組合東京地方本部の分会としてマイクロ精機分会が結成された後、会社側が組合員に対して脱退工作を行っているとして関係が悪化していた。1979年春闘の際には会社側と組合員がもみ合いとなり、会社側の一名が負傷、会社側は暴力事件の再発が保証されない限り団交に応じない姿勢を示した。東京都地方労働委員会は会社側に団交を拒否しないよう命令したが、会社側はこれを不服として東京地裁に命令の取り消しを求める訴訟を起こした。1983年12月、東京地裁は組合側による暴力行使の蓋然性が高いことを理由とした団交拒否は正当であるとしながらも、本件においては会社側の硬直姿勢が一因であり、暴力行使の蓋然性が高いとはいえないとして、会社側の団交拒否は不当労働行為であるとした。1986年に蓮田市に工場を移転した際には、労働組合の同意を得ずに移転を強行したとして、従業員が損害賠償を求める訴訟を起こしている。